# خانه نیمه چوبی

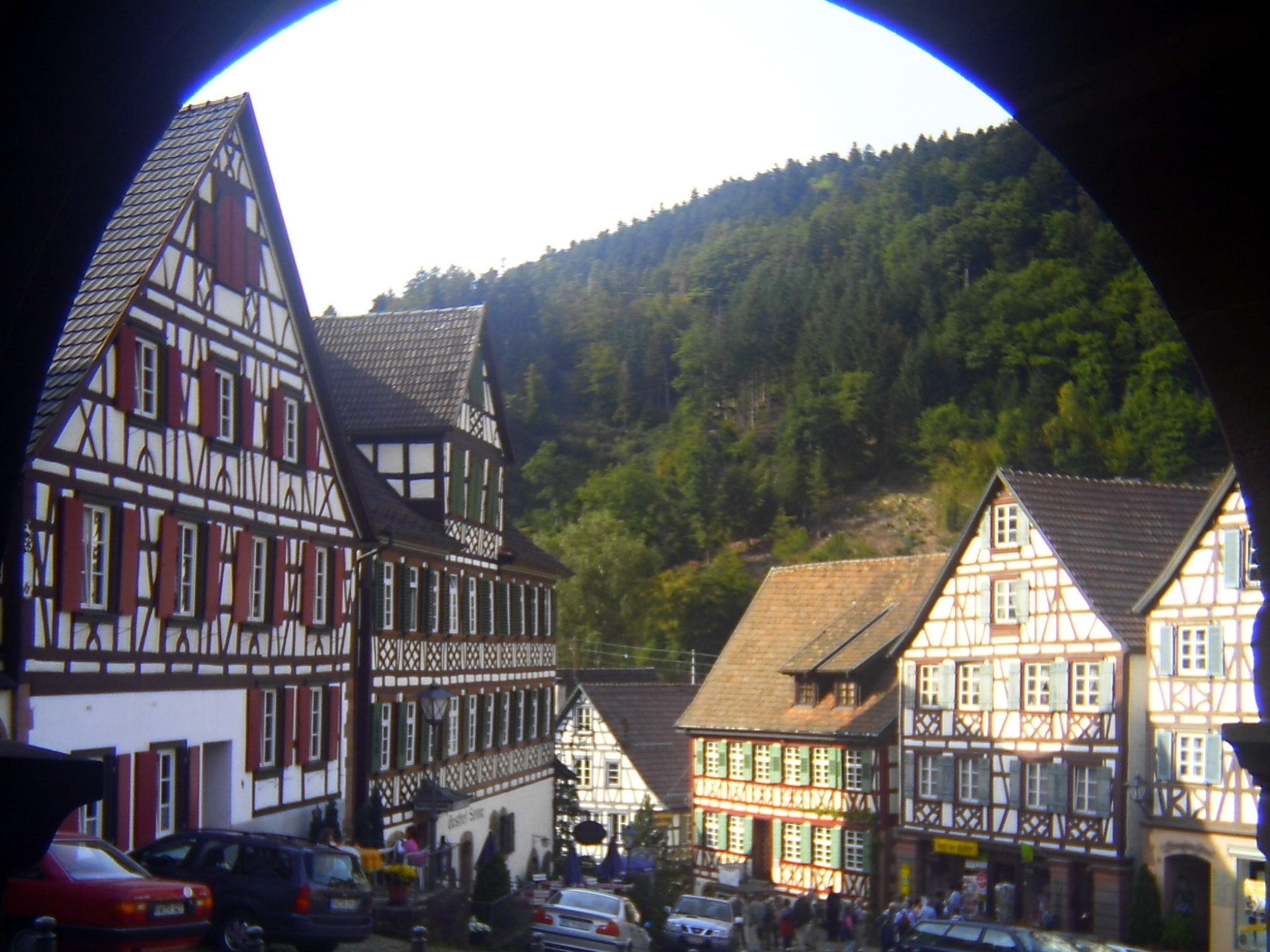
شیلتاخ در جنگل سیاه، در جاده نیمه چوبی آلمان

خانه نیمه چوبی (در سوئیس Riegelhaus) شناخته شده‌ترین استفاده از اسکلت چوبی در ساخت و ساز ساختمان در آلمان و بخش‌های بزرگی از سوئیس است. این یک ساختار اسکلت ساخته شده از چوب است که در آن مهاربندی افقی (مثلاً برای تحمل بار باد) با استفاده از پایه‌هایی که به صورت زاویه‌دار تعبیه شده‌است انجام می‌شود و فضاها (محفظه‌ها) با مش چوبی که با خشت یا گچ‌کاری شده پر می‌شود. با سنگ‌تراشی. وقتی چوب شد -به استثنای اواخر دوره ساخت- الوارهای گرد را با استفاده از تبر پهن یا آز به تیرهای تک ساقه با مقطع مربع برش می‌دهند. الوارها توسط نجارها به هم وصل می‌شدند و بیشتر از بست‌های فلزی مانند میخ یا پیچ استفاده نمی‌شد.
از روش‌های اولیه پس از ساخت و ساز تاریخی، خانه نیمه چوبی در ابتدا به یک ستون پشته و خانه ستون پشته تبدیل شد. به جای اینکه روی یک طاقچه قرار بگیرند، ستون‌های دیوار اغلب در زمین مدفون بودند.
ساختار قاب‌بندی شده (ساخت و ساز طبقاتی) در نهایت از ساخت پست الراس توسعه یافت که تا قرن ۱۹ مورد استفاده قرار می‌گرفت. یکی از روش‌های ساخت و ساز غالب باقی ماند و در اروپای مرکزی از شمال کوه‌های آلپ تا انگلستان گسترده بود. در اواخر دوره این نوع ساخت و ساز، Bundwerk مرتبط در کوه‌های آلپ ظاهر شد. ساخت قاب چوبی را می‌توان به عنوان جانشین مدرن ساخت و ساز نیمه چوبی در نظر گرفت.
اصطلاح نیمه الوار از قرن هفدهم وجود داشته‌است. Fach و Gefach نامگذاری فضاهایی هستند که توسط تیرهای نگهدارنده تشکیل می‌شوند و -werk مجموعه مرتبط است.

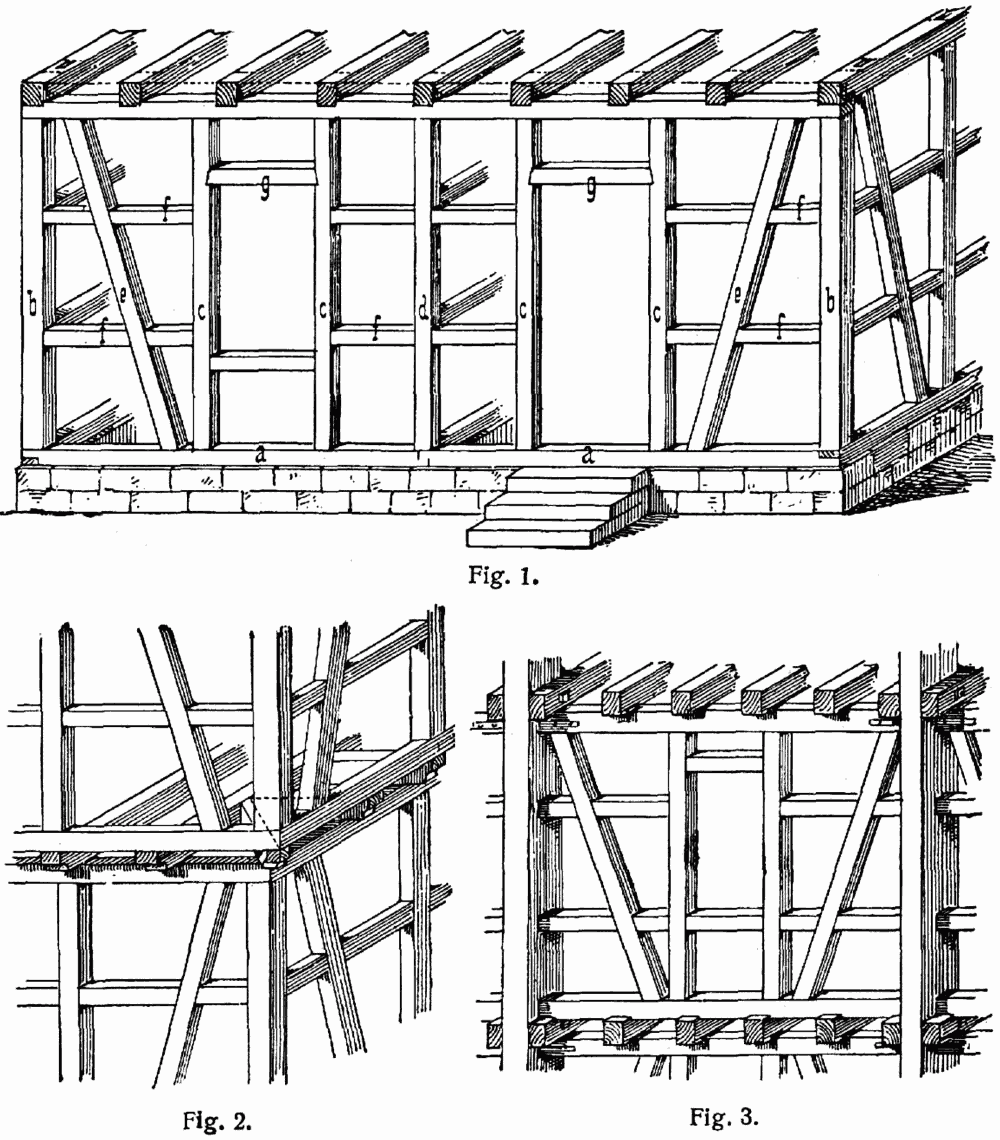
شکل ۱ یک خرپا استاندارد را با الف) آستانه دیوار، ب) تیرک گوشه، ج) تیر پنجره یا در، د) پایه میانی یا یقه، ه) پایه‌های ارتفاع دیوار، و) چفت، ز) لنگه نشان می‌دهد. تیر قاب (همچنین: پرلین) که بر روی پایه‌های سمت جلو قرار دارد مشخص نشده‌است.
شکل ۲ ساختمانی نیمه‌چوبی را نشان می‌دهد که طبقه بالایی آن از همه طرف بر روی تیرهای کنسول کوتاه در سمت راست قرار دارد. تیر دوخت گوشه ای مورب و یاب‌های زیر به اولین تیر سقف در داخل متصل می‌شوند تا بالاست واژگون نشود.شکل ۳ یک ساختمان نیمه چوبی با پایه‌های دوتایی را نشان می‌دهد که مانند ساخت تیر و پست از چندین طبقه عبور می‌کند.

## ارجاعات
1. ↑  Kluge. Etymologisches Wörterbuch der deutschen Sprache. Bearbeitet von Elmar Seebold. 25. , durchgesehene und erweiterte Auflage. De Gruyter, Berlin/Boston 2011, unter Fachwerk.
2. ↑  Etymologisches Wörterbuch der deutschen Sprache. Erarbeitet unter der Leitung von Wolfgang Pfeifer. Akademie, Berlin 1989 und dtv, München 1995 (mit mehreren weiteren Auflagen), unter Fach.